# Talita Te Flan
Talita Marie Te Flan (née le 2 juin 1995 à Gavardo en Italie) est une nageuse ivoirienne.

## Carrière
Talita Te Flan est née d'une mère italienne et d'un père ivoirien en 1995.
Elle participe à des compétitions de natation en Italie, au niveau national.
Elle décide de représenter la Côte d'Ivoire en 2015. Elle participe au 800 mètres nage libre féminin des Championnats du monde de natation 2015 à Kazan, en Russie, terminant 39e en séries.
La même année, elle dispute les Jeux africains de 2015 à Brazzaville. Elle n'obtient pas de médaille mais bat 4 records de Côte d'Ivoire : elle termine 8e sur 200 mètres nage libre avec un temps de 2 min 10 s 69, 5e sur 400 mètres nage libre (4 min 29 s 64), 4e du 800 mètres nage libre (9 min 12 s 18) et 4e du 1 500 mètres nage libre (17 min 25 s 19).
En mai 2016, Te Flan participe aux Championnats d'Afrique de l'Ouest de natation 2016 à Dakar, au Sénégal. Elle y remporte notamment la médaille d'or sur 200 mètres nage libre (avec un record national en 2 min 9 s 77), sur 200 mètres quatre nages ainsi que sur 200 mètres dos et une médaille d'argent sur 100 mètres nage libre.
Te Flan fait ses débuts olympiques aux Jeux de 2016 à Rio de Janeiro où elle nage l'épreuve féminine du 800 mètres. Elle termine dernière des vingt-sept partants, malgré un nouveau record national avec un temps de 9 min 7 s 21.
En 2019, elle représente la Côte d'Ivoire aux Championnats du monde de natation 2019 à Gwangju, en Corée du Sud. Elle participe au 400 mètres nage libre féminin et au 800 mètres nage libre féminin sans se qualifier pour une finale,.
Aux Jeux olympiques d'été de 2020 à Tokyo, elle participe au 400 mètres nage libre féminin ; elle est éliminée dès les séries.